# ベルンハルト・クルマン
ベルンハルト・クルマン（Bernhard Cullmann, 1949年11月1日 -）は、ドイツの元サッカー選手、サッカー指導者。ポジションはミッドフィールダー。

## 経歴
クルマンはSpVggポルツでサッカーを学び、翌1970年に1.FCケルンと契約を結んだ。この後、1983年に現役を引退するまで一貫してケルンでプレーを続け、ブンデスリーガ通算341試合に出場した。
西ドイツ代表としては1973年から1980年の間に国際Aマッチ40試合出場6得点を記録した。1974年のFIFAワールドカップ・西ドイツ大会、1978年のFIFAワールドカップ・アルゼンチン大会、1980年のUEFA欧州選手権1980の代表メンバーにも選出された。
引退後は1991年から1996年の間に、古巣のケルンの役員を務めた。彼の息子のカルステン・クルマンも元サッカー選手であり、父親と同じケルンでプレーをしていた。